# 4. oktober
4. oktober er dag 277 i året i den gregorianske kalender (dag 278 i skudår). Der er 88 dage tilbage af året.
Franciscus dag efter Frans af Assisi. ~ I Sverige er 4. oktober Kanelbullens dag, den svenske udgave af kanelsnegl.

### Begivenheder
Født - Dødsfald
- 1582 - Pave Gregor 13. foranlediger indførelsen af den gregorianske kalender, og dermed bliver dagen efter 4. oktober den 15. oktober i Italien, Spanien, Portugal og Polen.
- 1636 - Den svenske hær besejrer tropper fra Sachsen og det Tysk-romerske rige i Slaget ved Wittstock.
- 1725 - Byen Rosario grundlægges i Argentina.
- 1824 - Mexico indfører en ny forfatning og bliver en føderal republik.
- 1830 - Belgien udskilles af Nederlandene og bliver selvstændig.
- 1850 - Stormen på Frederiksstad under Treårskrigen.
- 1883 - Orientekspressen indvies.
- 1910 - Portugal udråbes til republik, efter at kong Manuel 2.s er flygtet til England.
- 1910   - Bermudas flag godkendes.
- 1922 - England, Frankrig, Italien og Tjekkoslovakiet anerkender Østrigs suverænitet i Geneveprotokollen af 4. oktober 1922
- 1927 - Gutzon Borglum påbegynder skulpturerne på Mount Rushmore.
- 1940 - Adolf Hitler og Benito Mussolini mødes ved Brennerpasset.
- 1943 - 2. verdenskrig: Amerikanske styrker erobrer Salomonøerne.
- 1956 - Første danske rock-koncert i K.B. Hallen.
- 1957 - Sovjetunionen opsender verdens første satellit, Sputnik 1, og affyrer dermed startskuddet til rumkapløbet mellem USA og USSR.
- 1958 - Frankrigs femte republik indføres.
- 1965 - Den første pave der besøger USA, pave Paul 6. ankommer til New York.
- 1966 - Det tidligere Basutoland opnår uafhængighed af Storbritannien under navnet Lesotho.
- 1967 - Sultan Omar Ali Saifuddien af Brunei abdicerer frivilligt og overlader tronen til sin søn, Hassanal Bolkiah.
- 1983 - Den første Hooters restaurant åbner i Clearwater, Florida.
- 1993 - Under den russiske forfatningskrise beordrer den russiske præsident, Boris Jeltsin, tanks til at storme den russiske parlamentsbygning.
- 2000 - Produktionen af den legendariske Rover Mini, tidligere kendt som Morris/Austin Mini, indstilles i England efter 5.387.862 producerede biler siden 1959. Det sidste eksemplar er en rød Cooper Sport. En ny udgave lanceres af BMW nogle måneder senere.
- 2001 - Et fly fra Israel til Rusland skydes ned over Sortehavet pga. en fejl. 77 mennesker omkommer.
- 2004 - SpaceShipOne vinder Ansari X Prisen for privat rumflyvning.

### Født
- 1550 - Karl 9. af Sverige, svensk konge (død 1611).
- 1562 - Christen Sørensen Longomontanus, dansk astronom (død 1647).
- 1789 - Carl Andreas Reitzel, dansk boghandler (død 1853).
- 1793 - Hans Helgesen, norsk/dansk oberst (død 1858).
- 1817 - A.F. Krieger, dansk politiker og minister (død 1893).
- 1822 - Rutherford B. Hayes, amerikansk præsident (død 1893).
- 1861 - Frederic Remington, amerikansk maler (død 1909).
- 1876 - Povl Engelstoft, dansk historiker, redaktør og forfatter (død 1961).
- 1895 - Buster Keaton, amerikansk stumfilmstjerne (død 1966).
- 1895   - Jens Søndergaard, dansk maler (død 1957).
- 1916 - Vitalij Ginzburg, russisk fysiker og Nobelprismodtager (død 2009).
- 1918 - Kenichi Fukui, japansk kemiker (død 1998).
- 1923 - Charlton Heston, amerikansk skuespiller (2008).
- 1928 - Torben Ulrich, dansk tennisspiller, maler og jazzanmelder (død 2023).
- 1928 - Reinhart Behr, tysk lærer, matematiker, fysiker, politiker und forfatter (død 2003).
- 1936 - Thomas Winding, dansk forfatter og tv-producer (død 2008).
- 1937 - Dines Bjørner, dansk datalogiprofessor.
- 1941 - Anne Rice, amerikansk forfatter (død 2021).
- 1946 - Susan Sarandon, amerikansk skuespillerinde.
- 1976 - Alicia Silverstone, amerikansk skuespillerinde.
- 1980 - Tomáš Rosický, tjekkisk fodboldspiller.
- 1994 - Sven Thorgren, svensk snowboarder.

### Dødsfald
- 1631 - Sophie af Mecklenburg, dansk dronning (født 1557).
- 1669 - Rembrandt, hollandsk maler (født 1606).
- 1747 - Amaro Pargo, spansk kaper og købmand (født 1678).
- 1904 - Karl Bayer, østrigsk kemiker (født 1847) .
- 1947 - Max Planck, tysk fysiker og modtager af Nobelprisen i fysik (født 1858).
- 1954 - Else Colber, dansk skuespiller (født 1913).
- 1970 - Janis Joplin, amerikansk sanger  (født 1943).
- 1982 - Glenn Gould, canadisk pianist (født 1932).
- 1989 - Graham Chapman, engelsk komiker fra Monty Python (født 1941).
- 1992 - Denny Hulme, newzealandsk racerkører (født 1936).
- 1995 - Else Brems, kgl. dansk kammersanger (født 1908).
- 2009 - Mercedes Sosa, argentinsk sangerinde (født 1935).
- 2013 - Vo Nguyen Giap, vietnamesisk general og statsmand (født 1911).

|  | Denne datoartikel kan blive bedre, hvis der indsættes et (bedre) billede Du kan hjælpe ved at afsøge Wikimedia Commons for et passende billede eller uploade et godt billede til Wikimedia Commons iht. de tilladte licenser og indsætte det i artiklen. |